# 멀티플리시티
《멀티플리시티》(영어: Multiplicity)는 미국에서 제작된 해럴드 레이미스 감독의 1996년 SF 코미디 영화이다. 마이클 키턴 등이 출연하였고, 트레버 앨버트 등이 제작에 참여하였다.

## 출연진
- 마이클 키턴
- 앤디 맥다월
- 해리스 율린
- 리처드 매서
- 유진 레비
- 오바 바바툰데
- 앤 큐색
- 존 더랜시
- 브라이언 도일머리
- 줄리 보언
- 글렌 섀딕스

## 기타 제작진
- 배역: 하워드 퓨어
- 미술: 잭슨 더고비아
- 의상: 셰이 컨리프
- 특수 효과: 리처드 에들런드